# Carte SIS

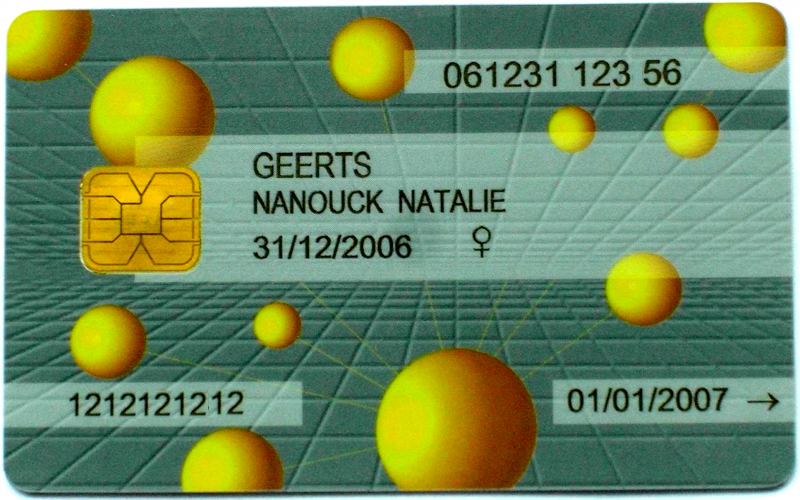
Carte SIS.

La carte SIS (acronyme de système d'information sociale), introduite en Belgique en 1998, est une carte à puce au format carte de crédit permettant de justifier des droits du titulaire de la carte (ou de ses ayants droit, mineurs ou conjoint) à la couverture par un organisme de sécurité sociale des dépenses de santé,. La carte est attribuée à tout assuré social en Belgique quel que soit son âge. D'une durée de validité de 5 ans, elle est remplacée en 2003-2004 par une version valide 10 ans. Fin 2013, elle est remplacée par la carte d'identité électronique (eID) qui assure ses fonctions d'identification et de vérification des droits (via accès en ligne).
Ce système accompagne alors le mécanisme de transmission des feuilles de soins et est destiné à le remplacer et le sécuriser en assurant l’identification correcte de l’assuré social, et en permettant le traitement automatisé de ces feuilles par télétransmission par les médecins et professionnels de santé, tout en assurant un traitement plus rapide des dossiers de remboursement. Chaque travailleur reçoit à cet effet sa carte SIS qui contient des informations sur le statut social d'un individu. Elle est nécessaire par exemple pour acheter des médicaments sous prescription en pharmacie ou pour une hospitalisation.
Depuis qu'elle a été intégrée dans la carte d'identité électronique, les personnes qui ne disposent pas d'eID peuvent demander une carte «isi+» auprès de la Caisse auxiliaire d'assurance Maladie-Invalidité (CAAMI) ou d'une mutuelle pour bénéficier de l'assurance maladie. Cela concerne entre autres les travailleurs frontaliers non domiciliés en Belgique ou les travailleurs détachés depuis d'autres pays pour des missions de longue durée.

## Les données de cette carte
Les données visibles sur la carte étaient:
- Numéro d'identification de la sécurité sociale - NISS (indiqué en haut à droite) ; il s'agit la plupart du temps du numéro de registre national)
- Nom et premier prénom
- Initiale du deuxième prénom ou le deuxième prénom en entier
- Sexe
- date de naissance
- date de début de validité de la carte : la date de début de validité dans le coin inférieur droit mais la date de fin de validité est quant à elle calculée en ajoutant 10 ans à la date de début[6].
- Numéro logique de la carte (indiqué en bas à gauche)

Toutes ces données peuvent être obtenues par voie électronique. La puce contient également les données suivantes, qui concernent l'assurance maladie invalidité :
- le numéro de la mutualité
- le numéro de membre auprès de la mutualité
- vos droits aux soins de santé (permet de voir si vous êtes en ordre par rapport à l'Assurance Maladie-Invalidité)
- vos droits au régime tiers-payant

## Sont autorisés à utiliser le fichier d'assurabilité des cartes SIS
- une institution de sécurité sociale ou une administration fiscale en Belgique
- une pharmacie
- un hôpital
- un dispensateur de soin, qu'il pratique ou non le régime du tiers payant.
- un service d'inspection sociale
- un service médical d'entreprise
- un Centre public d'action sociale

## Appareils de lecture de la carte SIS
La Banque-carrefour de la Sécurité sociale a publié les spécifications techniques auxquelles doivent satisfaire les appareils de lecture pour pouvoir utiliser adéquatement la carte SIS et, le cas échéant, la carte professionnelle. Ces appareils de lecture doivent être enregistrés par la Banque Carrefour pour pouvoir être mis en production et commercialisés.
Les spécifications techniques ont été définies notamment en fonction de leur interopérabilité possible avec d'autres types de cartes. Les spécifications respectent les normes et standards les plus couramment utilisés en matière de cartes à micro-processeur, de telle sorte que les appareils de lecture présents sur le marché, notamment dans le monde bancaire, puissent intégrer l'utilisation de la carte SIS. Ces spécifications techniques ont été soumises avec succès à la procédure d'information européenne dans le domaine des normes et réglementations techniques, prescrite par la Directive du Conseil du 23 mars 1983 (83/189/UE).